# Вејдинг Ривер (Њујорк)
Вејдинг Ривер (енгл. Wading River) насељено је место без административног статуса у америчкој савезној држави Њујорк.

## Демографија
По попису из 2010. године број становника је 7.719, што је 1.051 (15,8%) становника више него 2000. године.
| Група             | 2000.         | 2010.         |
| Белци             | 6.170 (92,5%) | 7.031 (91,1%) |
| Афроамериканци    | 131 (2,0%)    | 157 (2,0%)    |
| Азијати           | 65 (1,0%)     | 80 (1,0%)     |
| Хиспаноамериканци | 246 (3,7%)    | 349 (4,5%)    |
| Укупно            | 6.668         | 7.719         |